# Couthenans
Couthenans és un municipi francès situat al departament de l'Alt Saona i a la regió de Borgonya - Franc Comtat. L'any 2007 tenia 784 habitants.

## Demografia

### Població
El 2007 la població de fet de Couthenans era de 784 persones. Hi havia 314 famílies, de les quals 76 eren unipersonals (36 homes vivint sols i 40 dones vivint soles), 113 parelles sense fills, 113 parelles amb fills i 12 famílies monoparentals amb fills.
La població ha evolucionat segons el següent gràfic:
Habitants censats

### Habitatges
El 2007 hi havia 324 habitatges, 313 eren l'habitatge principal de la família, 3 eren segones residències i 8 estaven desocupats. 266 eren cases i 57 eren apartaments. Dels 313 habitatges principals, 238 estaven ocupats pels seus propietaris, 69 estaven llogats i ocupats pels llogaters i 6 estaven cedits a títol gratuït; 9 tenien dues cambres, 36 en tenien tres, 78 en tenien quatre i 190 en tenien cinc o més. 247 habitatges disposaven pel capbaix d'una plaça de pàrquing. A 131 habitatges hi havia un automòbil i a 166 n'hi havia dos o més.

### Piràmide de població
La piràmide de població per edats i sexe el 2009 era:
| Homes | Edats   | Dones |
| ----- | ------- | ----- |
| 0     | 95 o +  | 0     |
| 0     | 90 a 94 | 0     |
| 4     | 85 a 89 | 0     |
| 0     | 80 a 84 | 0     |
| 4     | 75 a 79 | 4     |
| 24    | 70 a 74 | 16    |
| 16    | 65 a 69 | 24    |
| 12    | 60 a 64 | 16    |
| 32    | 55 a 59 | 32    |
| 44    | 50 a 54 | 28    |
| 12    | 45 a 49 | 28    |
| 32    | 40 a 44 | 24    |
| 16    | 35 a 39 | 16    |
| 44    | 30 a 34 | 24    |
| 12    | 25 a 29 | 28    |
| 12    | 20 a 24 | 4     |
| 20    | 15 a 19 | 28    |
| 44    | 10 a 14 | 12    |
| 20    | 5 a 9   | 32    |
| 16    | 0 a 4   | 8     |

## Economia
El 2007 la població en edat de treballar era de 501 persones, 365 eren actives i 136 eren inactives. De les 365 persones actives 334 estaven ocupades (175 homes i 159 dones) i 31 estaven aturades (13 homes i 18 dones). De les 136 persones inactives 55 estaven jubilades, 46 estaven estudiant i 35 estaven classificades com a «altres inactius».

### Ingressos
El 2009 a Couthenans hi havia 307 unitats fiscals que integraven 772,5 persones, la mediana anual d'ingressos fiscals per persona era de 19.135 €.

### Activitats econòmiques
Dels 15 establiments que hi havia el 2007, 3 eren d'empreses de fabricació d'altres productes industrials, 8 d'empreses de comerç i reparació d'automòbils, 3 d'empreses d'hostatgeria i restauració i 1 d'una entitat de l'administració pública.
Dels 3 establiments de servei als particulars que hi havia el 2009, 1 era un taller de reparació d'automòbils i de material agrícola i 2 restaurants.
Dels 2 establiments comercials que hi havia el 2009, 1 era una botiga de menys de 120 m² i 1 una llibreria.

## Equipaments sanitaris i escolars
El 2009 hi havia una escola elemental.

## Poblacions més properes
El següent diagrama mostra les poblacions més properes.